# A növények nemisége
A növények nemisége szempontjából megkülönböztetünk egylaki, kétlaki, háromlaki és poligám fajokat, másrészt egyivarú és kétivarú virágokat.
Az egylaki és kétlaki fogalom a gombáknál is megjelenik.

## A fogalmak magyarázata

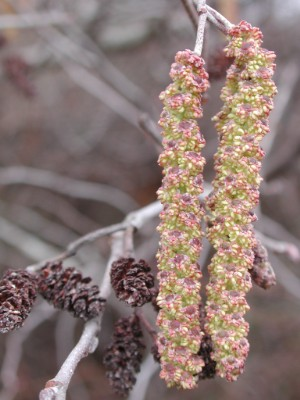
A virágok egyivarúak, de a hímivarú barkát és a nőivarú füzért ugyanaz az egyed hordozza, tehát az égerfa egylaki.

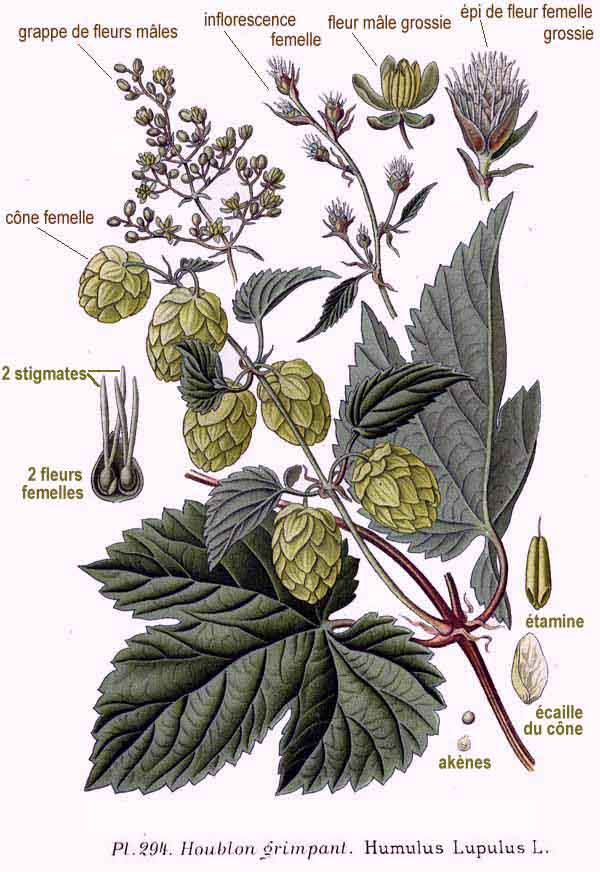
A virágok egyivarúak, azaz vagy csak porzót, vagy termőt tartalmaznak, a kétfajta virág pedig más-más egyeden található, tehát a komló kétlaki.

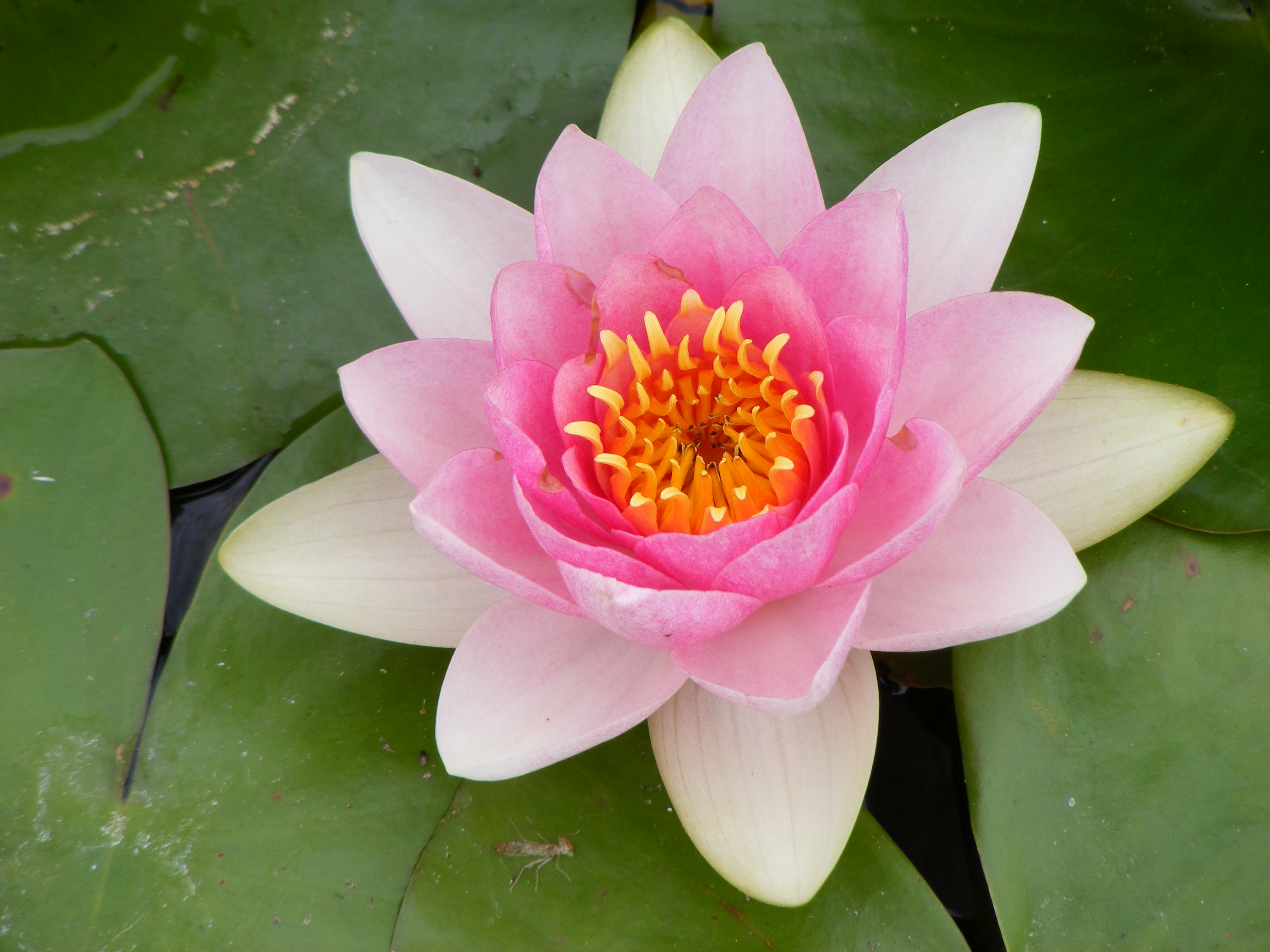
A tündérrózsa egylaki és kétivarú is, a porzók és a bibék egyazon virágban vannak.

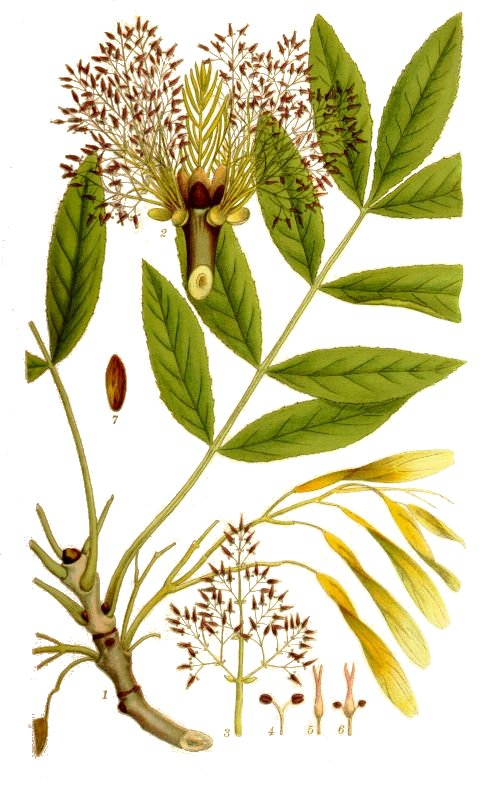
Az egylaki kőris virágai lehetnek egyivarúak is, kétivarúak is; sőt van kétlaki kőris is.

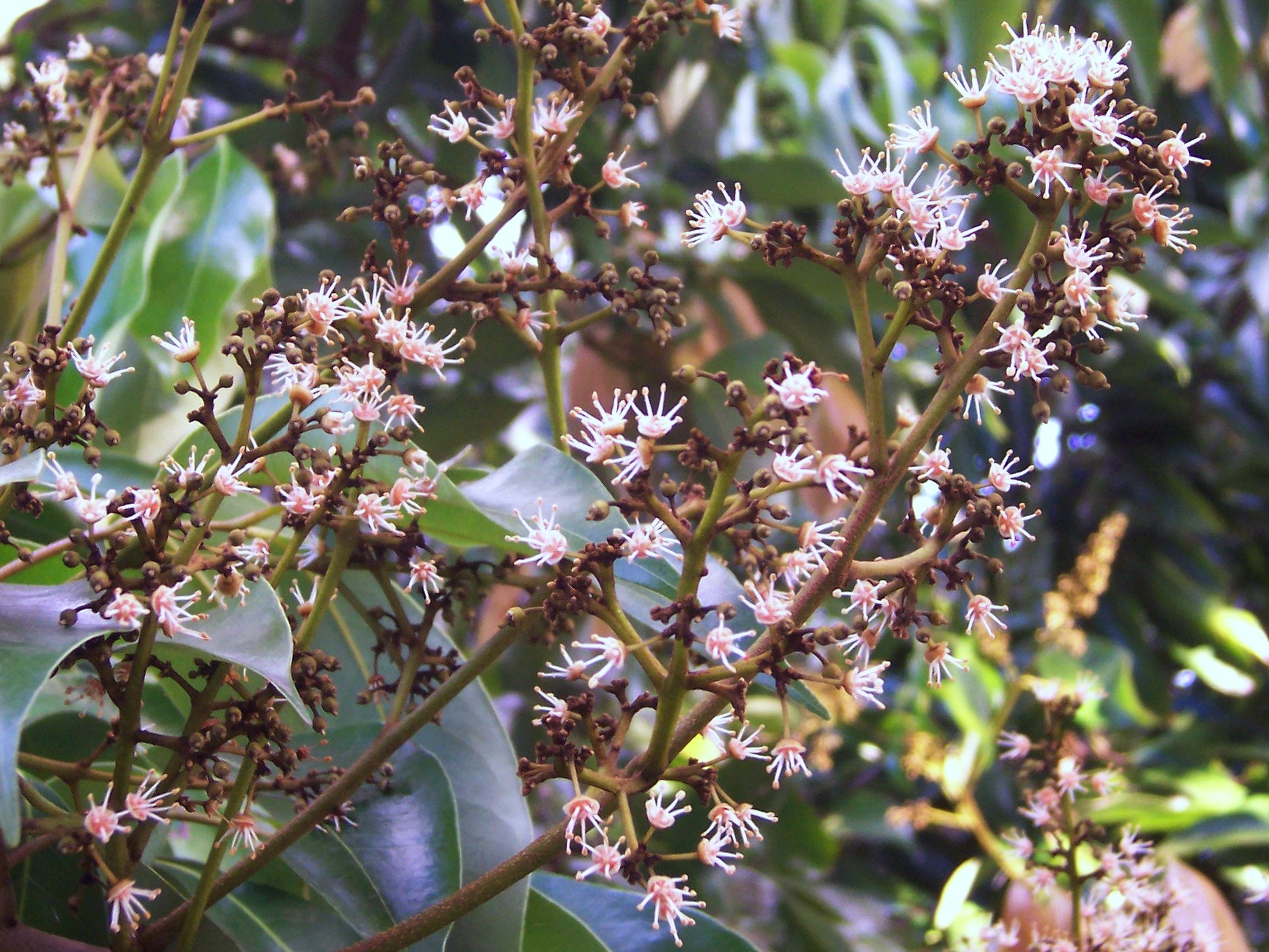
A licsi poligám, egyedei egyszerre hordoznak porzós, termős és hímnős virágokat.

Egy egylaki növény (monoikus növény) esetében ugyanazon az egyeden mind működőképes hím 
viráglevél (porzó, stamen), mind pedig működőképes nőivarú viráglevél (termő, carpellum) 
kifejlődik.
Ha a porzó és a termő egyazon virágon  belül van, akkor a virág kétivarú (hímnős, 
monoclin, perfect, hermafrodita). Egy egylaki növény virágai lehetnek hímnősek is, de 
vannak olyan egylaki növények is, amelyek virágai ugyan egyivarúak (diclin, imperfect 
virágok), tehát különállóan vagy csak hím, vagy csak női ivarú működőképes virágleveleket 
hordoznak, de ezekből az egyivarú virágokból ugyanazon az egyeden    vegyesen hím és női ivarúak is fellelhetők. Az egylaki növényeken kívül léteznek még kétlaki (dioikus), háromlaki (trioikus) és poligám növények is.
|        |           | Virág                              | Virág            | Virág                              |
|        |           | Egyivarú                           | Egyivarú         | Kétivarú (hímnős)                  |
|        |           | Hímivarú (porzós)                  | Nőivarú (termős) | Kétivarú (hímnős)                  |
| ------ | --------- | ---------------------------------- | ---------------- | ---------------------------------- |
| Növény | Egylaki   | azonos egyeden                     | azonos egyeden   | nincs                              |
| Növény | Egylaki   | nincs                              | nincs            | minden egyeden                     |
| Növény | Kétlaki   | külön egyeden                      | külön egyeden    | nincs                              |
| Növény | Kétlaki   | külön egyeden                      | azonos egyeden   | azonos egyeden                     |
| Növény | Kétlaki   | a kétivarú virággal azonos egyeden | külön egyeden    | a hímivarú virággal azonos egyeden |
| Növény | Háromlaki | külön egyeden                      | külön egyeden    | külön egyeden                      |
| Növény | Poligám   | azonos egyeden                     | azonos egyeden   | azonos egyeden                     |

Vannak olyan egylaki növények is, amelyek egyedei egyaránt fejlesztenek egy- és kétivarú 
virágokat. Ilyenek például a fészkesek, ahol a kétivarú virágokon kívül még női virágok is 
vannak ugyanazon az egyeden. A zászpa (Veratrum album) pedig olyan egylaki növény, amelynek egyedei a 
kétivarú virágon kívül még hím virágokat is fejlesztenek.
Egy virág lehet funkcionálisan is meddő vagy egyivarú. Amikor a virág tartalmaz ugyan 
ivarleveleket mindkét nemből, de vagy semelyik sem működőképes, ekkor meddőnek, vagy egyikük nem 
működőképes, amikor pedig funkcionálisan egyivarúnak tekinthető.
Egylaki és egyivarú az a növény, ahol a porzós és termős viráglevelek ugyanazon növényen 
(egylaki), de külön virágban fejlődnek (egyivarú), ilyen például az európai mogyoró, a kukorica vagy a szelídgesztenye.
Egylaki és kétivarú az a növény, ahol az egyedek kétivarú virágokat fejlesztenek.
Kétlaki és egyivarú  az a növény, ahol a porzós és a termős virágok külön-külön virágban fejlődnek (egyivarú), és ráadásul a  porzós és a termős virágok más-más egyedeken találhatók 
(kétlaki). Ilyen például a kender, a komló vagy a lucerna.
A kakukkfű olyan kétlaki növény, amelyeknél egyes egyedek virágai csupa egyivarú női virágok, 
más egyedek  viszont csakis kétivarú virágokat hordoznak.
A habszegfű (Silene) úgy nevezett háromlaki (trioikus) növény, ennél ugyanis külön-külön egyedeken vannak a porzós, a termős, illetve a hímnős virágok. A gyomként növő kender (Cannabis sativa) nem kizárólagosan kétlaki. Természetes körülmények között felbukkannak az állományokban egylaki típusok is, sőt találtak olyan változatot is, amelyiknél egyes egyedek csak hímvirágúak, mások csak nővirágúak, de ugyanakkor hímnős virágú egyedei is vannak, tehát a kendernek ez az alfaja háromlaki.
A licsit és a mangót pedig poligámnak nevezzük: ezek egyedei egyszerre hordoznak porzós, termős és hímnős virágokat.